# Морі Мотонарі
Мо́рі Мотона́рі (яп. 毛利元就, моорі мотонарі; *16 квітня 1497 — 6 липня 1571) — самурайський полководець середньовічної Японії періоду Сенґоку. Володар провінції Акі (сучасна префектура Хіросіма). 17-й голова роду Морі. Відомий як професійний управлінець, стратег та інтриган, зусиллями якого його невеликий провінційний рід став господарем регіону Тюґоку у Західній Японії.

## Біографія

### Молоді роки

Мон роду Морі.

Морі Мотонарі народився 16 квітня 1497 року (6 року Мей'о) у замку Кооріяма у містечку Йосіда провінції Акі. Він був другим сином у сім'ї 14-го голови роду Морі, Морі Хіромото, незначного місцевого вельможі. Новонароджений отримав ім'я Сьодзюмару, а згодом ім'я Сьонодзіро.
У 1500 році (9 році Мей'о) після того як Морі Хіромото передав спадок і головування своєму старшому синові Окімото, трирічний Сьодзюмару перебрався з сім'єю до замку Тадзіхі-Саруґаке. У п'ять років він втратив батька, а у десять — матір. Старший брат хлопця постійно перебував із своїм сюзереном Оуті Йосіокі, супроводжуючи його у виправах до Кіото, тому малолітній Сьодзюмару залишився сам без допомоги близьких. Усі свої юні роки він прожив у поневіряннях.
У віці 15 років Сьодзюмару пройшов церемонію повноліття і прийняв ім'я Мотонарі. Після смерті його старшого брата Окімото у 1516 році (13 році Ейсьо), головування у роді Морі перейшло до дволітнього сина покійного, Морі Комацумару. Мотонарі нічого не залишалося як поступитися племіннику і стати рядовим командиром замку Тадзіхі, оскільки підтримки серед старійшин роду він не мав.
У 1517 році (14 році Ейсьо) Мотонарі вперше було доручено командувати армією. У околицях замку Аріта повіту Ямаґата він отримав «бойове хрещення», розбивши малим числом ворожі війська губернатора провінції Акі Такеди Мотосіґе і здобувши його голову. Цей подвиг зробив ім'я Мотонарі знаменитим у Західній Японії і завоював йому популярність серед багатьох васалів роду Морі.
У 1523 році (3 році Тай'ей), зі смертю малолітнього Комацумару обірвалася пряма лінія голів роду Морі. 10 серпня того ж року, за підтримки старійшин, Мотонарі перебрався до замку Кооріяма і став новим керманичем родини.
На той час Морі були одним із тридцяти невеликих самурайських родів, так званих «провінціалів» (国衆, кокусю), які по-різну контролювали землі провінцій Акі та Бінґо (суч. префектура Хіросіма). Володіння Мотонарі обмежувалися лише старим маєтком у низині Йосіда і новими землями у низині Сайдзьо та плато Сера. Дрібні землевласники і бічні гілки роду Морі формально були васалами головної гілки, однак фактично складали союз незалежних провінціалів, номінальним керманичем якого виступав Мотонарі. Останній не мав реальних важелів влади, оскільки у роді здавна не існувало міцної владної вертикалі.

### Головування
У цей період могутній володар північної провінції Ідзумо, Амаґо Цунехіса, розширяв свої володіння на південь, за рахунок земель Акі та Бінґо. Безсилі Морі довгий час перебували під його протекцією. Але ситуація змінилася з появою Мотонарі. Амаґо розглядали його як небажаного претендента на головування у Морі і підтримували опозицію на чолі з Морі Мотоцуною. Коли ж Мотонарі за підтримки столичного сьоґунату став головою роду, він порвав зі старим протектором і у 1535 році (5 році Тай'ей) перейшов під руку головного ворога Амаґо, роду Оуті, який контролював західну частину регіону Тюґоку і північ Кюсю.
Під захистом Оуті, Мотонарі знищив ставлеників Амаґо — сусідні роди Такеда і Такахасі, а також зміцнив горизонтальні зв'язки із сусідніми «провінціалами» — родами Сісідо, Кумаґаі, Амано і Хіраґа, уклавши з ними союз шляхом міжродинних шлюбів.
У відповідь на дії Морі, у вересні 1540 року (9 року Тенбун), рід Амаґо відрядили каральну 30-тисячну армію під командуванням Амаґо Харухіси. Вороже військо оточило цитадель Мотонарі, і тримало її у облозі 5 місяців. У січні 1541 року захисники замку, отримавши підмогу від Оуті, атакували позиції чисельно переважаючої армії Амаґо і розбили її дощенту. Звістка про блискучу перемогу долетіла навіть до Кіото, зробивши ім'я Мотонарі відомим при імператорському дворі.
У 1542—1543 роках голова роду Оуті, Оуті Йосітака, вирушив з військом захопити цитадель Амаґо, замок Ґассан-Тода. У поході взяв участь і Морі Мотонарі. Проте однорічна облога закінчилася зрадою частини союзників і провалом усієї кампанії. Відступ армії Оуті прикривали війська Мотонарі, які зазнали сильних втрат. Після цієї операції Оуті Йосітака втратив інтерес до війни і зосередився на культурних розвагах, повністю доручивши управління провінціями Акі та Бінґо, а також фронт проти Амаґо, родині Морі.

### Управління

Грамота написана Морі Мотонарі власноруч до васала Авая Кураносуке.

Користуючись повнотою покладених на нього повноважень, Мотонарі укріпив свої позиції у регіоні. Він хитрощами змусив впливові провінційні роди Кіккава і Кобаякава усиновити своїх власних синів і передати їм головування у цих родах.
Так, у 1544 році (13 року Тенбун) третій син Мотонарі, Морі Такакаґе, став прийомним сином у роді Кобаякава і через 5 років, ліквідувавши основного претендента на лідерство шляхом одруження на його сестрі, став головою цього роду. У випадку з Кіккава, Мотонарі використав протиріччя між діючим головою і старійшинами цього роду, змусив їх усиновити свого другого сина Морі Мотохару і передати йому головування у роді, а згодом у 1550 році ліквідував колишнього голову і його синів. Таким чином, Морі захоплював інші роди практично без кровопролиття і обертав їх на своїх союзників.
у 1546 році (15 році Тенбун), після смерті своєї дружини Мьокю, Мотонарі передав головування у роді Морі своєму старшому синові Морі Такамото і офіційно відійшов від справ. Проте реальну владу він не випускав зі своїх рук, продовжуючи керувати володіннями і васалами на свій розсуд.
Така політика Мотонарі була спричинена негараздами у родині Оуті, частина васалів якої на чолі з Суе Харукатою виношували плани скинення аполітичного голови, Оуті Йосітаки.
Знаючи про підготовку заколоту, Морі перестав покладатися на західного сусіда і почав закріплювати свою владу всілякими способами.
Окрім «безкровного захоплення» інших родів через шлюби і перевороти, Мотонарі почав застосовувати збройні методи придушення опозиції серед союзників. Показовим було поголовне винищення роду Іноуе, який звинувачувався у нехтуванні наказами Мотонарі, неявками на наради васалів, ігноруванням військової і будівничої повинностей, свавільним захопленням земель святилищ, храмів і інших самураїв, та зачинанням бійок. Після цього інциденту 238 значних васалів Мотонарі склали йому присягу, у якій визнавали верховенство його влади над усіма іншими родами і обіцяли віддано та сумлінно виконувати його накази. Васали втрачали свою незалежність, а Морі отримував одноосібні права мобілізувати війська, здійснювати управління землями, проводити поліційні інспекції та вершити суд.
Наприкінці 1540-х років для ефективного адміністрування усіма землями роду Морі і його васалів був створений інститут земельних і повітових урядників. Так само, з метою підвищення боєздатності війська було складено своєрідний статут, у якому висвітлювалися питання тактики ведення війни.

### Війна з Оуті
У вересні 1551 року (20 року Тенбун) у родині Оуті стався переворот. Васал Суе Хакруката, під гаслами оновлення роду, убив аполітичного сюзерена Оуті Йосітаку. Новим головою Оуті було посаджено Оуті Йосінаґу, маріонетку заколотників.
На перших порах Морі Мотонарі підтримав Суе і його спільників. Користуючись моментом, він захопив замок Сато-Канаяма і землі нижньої течії ріки Ота, отримав доступ до Хіросімської затоки і сформував у її водах особистий флот — «загін річкових вартових» (河之内警固衆). Окрім цього, замість Суе Харукати, який був зайнятий придушенням опозиціонерів на заході, Мотонарі мобілізував війська володарів провінцій Акі та Бінґо, і відбив на армію Амаґо, що просувалася на південь. Цей успіх посилив роль Морі як лідера союзу провінційної знаті.
Суе Харуката побоювався зростаючого впливу Мотонарі, а тому конфіскував у нього замок Хатакаесі, призначивши туди командиром свого вірного слугу. Згодом у 1553 році він наказав Морі самостійно, без підмоги, вирушати у каральний похід проти Йосімі Масайорі, опозиційного володаря земель Цувано у провінції Івамі.
Через такі невдячні дії Суе, 12 травня 1554 року (23 року Тенбун) Мотонарі порвав із заколотниками, новими господарями роду Оуті, і, захопивши їхні південно-західні землі у провінції Акі, аж до острова Іцукусіма, розпочав укріпляти фортами узбережжя Хіросімської затоки. Фактично, Морі і Оуті опинилися у стані війни.
7 жовтня 1555 року (1 року Кодзі) Мотонарі заманив 20 тисячне військо Суе Харукати на острів Іцукусіма. Противник захопив тамтешні форти і святкував перемогу.
Між тим, у ніч з 15 на 16 жовтня, під прикриттям зливи, 4 тисячі самураїв Мотонарі переправилися на острів, непомітно зайшли в тил військам Суе й атакували їх. Під час битви при Іцукусіма майже усе вороже військо було винищене, а сам Суе Харуката наклав головою. Противник не зміг урятуватися, бо його судна були розбиті тієї ж ночі спільними силами союзних Морі флотів — Кобаякави, Муракамі і «річковими вартовими».

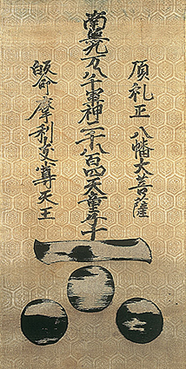
Уціліла частина хоругви Морі

У квітні 1558 року (3 року Кодзі) Мотонарі знищив останні оплот військ Оуті у місті Тьофу, змусивши Оуті Йосінаґу вчинити самогубство. Разом із падінням роду Оуті, Морі став фактичним володарем одразу двох провінцій — Суо і Наґато.
Однією з важливих причин такого відносно легкого завоювання був таємний сепаратний договір із союзником Оуті, родиною Отомо, володарями провінції Бунґо на острові Кюсю. За цим договором, у випадку невтручання Отомо, Мотонарі отримував би східні володіння Оуті — землі у Суо і Наґато, а Отомо — західні провінції — Будзен і Тікудзен. Отомо підтримали Морі і зберегли свій нейтралітет. Однак після завершення конфлікту розпочали війну проти нього.

## "Дві ріки Морі"
Після ліквідації Оуті, Мотонарі кинув усі свої сили на захоплення Івамі і незабаром став господарем 5 провінцій — Акі, Бінґо, Суо, Наґато й Івамі.
Володіння Морі були затиснуті між землями двох ворожих родів — північних Амаґо і західних Отомо. Стосунки з піратами з південної провінції Ійо також були неспокійними. Водночас васали роду Морі вимагали збільшення земельних наділів як платні за службу, а ефективного управлінського апарату і кадрів для керування такою значною територією не вистачало. На додаток, виконавча вертикаль і влада сюзерена Морі над васалами не була достатньо міцною.
У такій ситуації, 25 листопада 1558 року, Мотонарі видав «Повчання трьом синам», у якому закликав своїх дітей — Морі Такамото, Кіккава Мотохару і Кобаякава Такакаґе — до співпраці і взаємної допомоги один одному. Головним посланням «Повчання» було формування нового типу військово-політичної системи управління, так званої «Системи двох рік Морі» (毛利両川体制). Ця система передбачала рівномірний розподіл керівних функцій між трьома братами у володіннях роду Морі. Згідно з нею, центральними землями провінції Акі управляла основна гілка Морі на чолі з Морі Такамото, регіоном Сан'ін — рід Кіккава на чолі з Кіккавою Мотохару, а регіоном Санйо — рід Кобаякава на чолі з Кобаякавою Такакаґе.
Ця система довела свою дієвість на практиці. Зокрема, незважаючи на ранню смерть голови роду Морі, Такамото, у 1563 році його брати всіляко підтримували управління землями на належному рівні і допомагали малолітньому сину покійного, Морі Терумото.

### Війна з Амаґо і Отомо
Мотонарі не полишав задуму покінчити зі своїм давнім ворогом, північним родом Амаґо. У липні 1562 року (5 року Ейроку) Морі, відмовившись укласти з ним мир за посередництва сьоґуна Асікаґи Йосітеру, вирушив із великою армією на завоювання провінції Ідзумо. Бажаючи уникнути війни на два фронти — на півночі і заході, Мононарі підписав у березні 1563 року тимчасове перемир'я із володарями Кюсю, родиною Отомо. Війська Морі, які перебували у Суо для стримування західного противника, отримали наказ приєднатися до походу проти Амаґо. У дорозі їхній командувач, старший син Мотонарі, Морі Такамото, помер. За чутками його було отруєно шпигунами Амаґо.
Дізнавшись про смерть сина, Мотонарі передав головування у роді своєму 11-річному онукові Морі Терумото і разом і з ним обложив у 1565 році цитадель ненависних Амаґо. У листопаді наступного року противник капітулював. Лінія голів роду Амаґо перестала існувати. Регіон Тюґоку було об'єднано під верховенством Морі.
У травні 1568 року (11 року Ейроку) Мотонарі допоміг роду Кавано завоювати провінцію Ійо і у червні того ж року, перенісши штаб до міста Тьофу, розпочав приготування до захоплення північної частини острова Кюсю. Розпочалась війна з родом Отомо, який незважаючи на поразки на полі битв, вигравав баталії «за лаштунками». Зокрема, його агентам вдалося підбурити колишніх ронінів-васалів Амаґо і підняти бунти у щойно завойованій силами Морі провінції Ідзумо, розірвати союз Мотонарі з піратами Внутрішнього Японського моря, а також здійняти повстання родини Ураґамі, васала Морі, у провінції Бідзен. На додаток, непомітно для основних сил Мотонарі, Отомо висадили десант у його володіннях, у провінції Суо.
Морі був змушений відвести війська з Кюсю для втихомирення тилів. Він розбив загони Отомо у Суо і ліквідував у 1570 році (1 році Ґенкі) бунт ронінських ватаг Амаґо. Проте остаточно придушити усі опозиціонерів не вдалося. 6 липня 1571 року (2 року Ґенкі) Морі Мотонарі помер від хвороби у віці 75 років.
Поховали 17 голову Морі у храмі Досюдзі на горі родового замку Кооріяма.

## Титули і ранги
※Дати місяців і днів за японським календарем
- 1533 (1 рік Тенбун)

- 25 вересня — 5-1 нижній ранг.
- 28 вересня — титул Ума но камі (右馬頭, «голова правих конюшень імператора»).

- 1560 (3 рік Ейроку) 15 лютого — 4-й нижній ранг; Титул Муцу но камі (陸奥守, «протектор провінції Муцу»).
- 1561 (4 рік Ейроку) 8 грудня — зарахування до супроводу сьоґуна сьоґунату Муроматі (幕府相伴衆).
- 1562 (5 рік Ейроку) 18 травня — 4-й вищий ранг.
- 1572 (3 рік Ґенкі) — 3-й ранг посмертно.
- 1908 (41 рік Мейдзі) 2 квітня — 1-й ранг посмертно.

## Двадцять полоководців Морі Мотонарі

Морі Мотонарі (в центрі вгорі) в оточенні своїх найкращих генералів

Зображення-сувої «двадцяти полководців» у оточенні головнокомандуючого були каноном для самурайського мистецтва. В часи правління Мотонарі і після його смерті такі картини були дуже популярними. Для самурая вважалось надзвичайно почесним бути зарахованим до цієї двадцятки. У випадку з Морі на сувої відображалися найвидатніші полководці, але не лише ті, які відіграли позитивну роль у житті Мотонарі.
Нижче подані двадцять полководців відповідно до зображення:
- Морі Мотонарі — згори в центрі, на стільці, у червоному шоломі з рогами і командирським віялом;

1. Морі Такамото — згори справа, на стільці, без шолома, з віялом у руці і брунатному обладунку;
2. Морі Терумото — згори зліва, на стільці, у шоломі у вигляді чиновницької шапки і синьо-білому обладунку;
3. Кіккава Мотохару — згори справа, на шкурі, нижче Морі Такамото, із білою кіррасою, на якій намальована емблема роду Кіккава;
4. Кобаякава Такакаґе — згори зліва, на шкурі, нижче Морі Терумото, з зеленою кірасою, на якій намальована емблема роду Кобаякава;
5. Сісідо Такаіе — згори в центрі, на шкурі, між Кіккавою і Кобаякавою, з блакитною кірасою, на якій намальована золотом емблема роду Сісідо;
6. Амано Такасіґе — згори справа, нижче Кіккави Мотохару, у різнобарвному обладунку;
7. Йосімі Масайорі — згори зліва, нижче Кобаякави Такакаґе, у червоному обладунку та високому шоломі;
8. Кодама Нарітада — у центральному колі, згори в центрі із командирським віялом;
9. Кацура Мотодзумі — у центральному колі, ліворуч Кодами, у сірому обладунку;
10. Фукубара Садатосі — у центральному колі, праворуч Кодами, у червоному обладунку
11. Кутіба Мітійосі — у центральному колі, нижче Кацури, з розгорнутим віялом;
12. Сідзі Хіройосі — у центральному колі, нижче Фукубари, у зеленому обладунку;
13. Кунісі Мотосуке — у центральному колі, найнижчий ряд справа, з командирським помахалом;
14. Авая Мотохіде — у центральному колі, найнижчий ряд зліва, у зеленому обладунку;
15. Акаґава Мотоясу — внизу в центрі справа у безрогому шоломі;
16. Авая Мототіка — внизу в центрі зліва з блакитною кірасою;
17. Ватанабе Такесі — внизу справа у рогатому шоломі і сірому обладунку;
18. Кумаґаі Нобунао — внизу зліва у рогатому шоломі і блакитному обладунку;
19. Ііда Мототіка — внизу справа у найнижчому ряду, у білому обладунку;
20. Іноуе Мотокане — внизу зліва у найнижчому ряду, опираючись на одне коліно.

## Хронологія
| Дата | Подія |
| 1497 | Народження Морі Мотонарі у замку Йосіда-Кооріяма (суч. префектура Хіросіма). Другий син Морі Хіромото.                                                      |
| 1500 | Переїзд разом із батьком до замку Тадзіхі-Саруґаке. |
| 1501 | Смерть матері, уродженої роду Фукубара. |
| 1506 | Смерть батька, Морі Хіромото |
| 1516 | Смерть старшого брата, Морі Окімото. |
| 1517 | «Бойове хрещення» Мотонарі. Битва при Аріта-Накаіде. Одруження з Мьокю, дівчиною з роду Кіккава.                                                            |
| 1523 | Народження старшого сина, Морі Такамото. Взяття замку Каґаміяма під протекторатом Амаґо Цунехіси. Початок головування у Морі.                               |
| 1524 | Знищення опонента на пост голови Морі, двоюрідного брата Морі Мотоцуни.                                                                                     |
| 1525 | Розрив із Амаґо. Прийняття сюзеренітету роду Оуті. |
| 1530 | Народження другого сина, Морі Мотохару. |
| 1533 | Народження третього сина, Морі Такакаґе. |
| 1540 | Початок облоги замку Йосіда-Кооріяма військом Амаґо Харухіси. Прибуття підкріплень Оуті.                                                                    |
| 1541 | Відступ війська Амаґо Харухіси. Знищення роду Такеда у провінції Акі.                                                                                       |
| 1542 | Виступ на завоювання провінції Ідзумо разом із військом Оуті Йосітаки.                                                                                      |
| 1543 | Провал завоювання Ідзумо. Прикриття відступу основних сил Оуті.                                                                                             |
| 1546 | Передача спадку і головування у роді Морі старшому сину, Морі Такамото.                                                                                     |
| 1547 | Морі Харумото стає прийомним сином роду Кіккава і переймає головування у ньому під іменем Кіккави Мотохару.                                                 |
| 1550 | Знищення васала Іноуе Мотокане і його роду. Морі Такакаґе стає прийомним сином роду Кобаякава і переймає головування у ньому під іменем Кобаякави Такакаґе. |
| 1551 | Переворот у роді Оуті. Вбивство Оуті Йосітаки силами Суе Харукати.                                                                                          |
| 1554 | Битва при Орісікібата. Розгром головних сил Суе Харукати.                                                                                                   |
| 1555 | Велика перемога у битві при Іцукусіма. |
| 1556 | Кіккава Мотохару вирушає проходом у провінцію Івамі, де захоплює ряд замків.                                                                                |
| 1557 | Видання «Повчання трьом синам». |
| 1558 | Знищення роду Оуті Кіккава Мотохару знову вирушає проходом у провінцію Івамі. Мотонарі, Такамото і Такакаґе виступають на підмогу.                          |
| 1559 | Морі Такамото розбиває війська Отомо при замку Мондзі. |
| 1560 | Перемир'я з Амаґо Харухісою. Після його смерті Амаґо Йосіхіса стає головою роду Амаґо.                                                                      |
| 1562 | Війна з Амаґо. Облога замку Ґассан-Тода. |
| 1563 | Раптова смерть Морі Такамото. |
| 1564 | Загальний приступ замку Ґассан-Тода. |
| 1565 | Морі Терумото очолює рід Морі. Його «бойове хрещення» у облозі замку Ґассан-Тода.                                                                           |
| 1566 | Капітуляція Амаґо Йосіхіси. |
| 1568 | Допомога Кавано Мітінао у підкоренні провінції Ійо. |
| 1569 | Початок війни на острові Кюсю. Бунт ронінів роду Амаґо під керівництвом Яманаки Юкіморі у провінції Ідзумо.                                                 |
| 1570 | Придушення бунту силами Терумото, Мотохару і Такакаґе. |
| 1571 | Смерть Морі Терумото у замку Йосіда-Кооріяма. |